# Ivan Pudar
Ivan Pudar (Zemun, 6. kolovoza 1961.) hrvatski je bivši nogometni vratar, danas nogometni trener.

## Igračka karijera
Kao nogometaš proveo je karijeru u Hajduku, debitiravši u Osijeku, a par dana nakon toga kao 18-godišnjak branio je u famoznoj utakmici Kupa UEFE protiv, tada možda najjače momčadi u Europi, njemačkog HSV-a. U obje je utakmice vrlo dobro branio, bez obzira na ispadanje Hajduka. 

1986. doživio je prometnu nesreću gdje ozlijeđuje koljeno, koje je mu usporava obećavajuću karijeru i zauvijek prekida uzlaz ka samom vrhu europskih vratara.

Odlazi na posudbu u Spartak iz Subotice na šest mjeseci, te se vraća u Split, i tamo kao što je obećao, postaje kapetanom.

Do 1990. brani za Hajduk, na čijem golu ima 187 utakmica. U inozemstvu je branio na vratima portugalskih klubova Espinha, Boaviste i Sao Joai de Madeire, te njemačkog Triera. 

Za reprezentaciju Jugoslavije branio je samo jednu utakmicu, ne dobivavši prigodu u izabranim vrstama, čiji izbornici su preferirali vratare koji su branili u "Partizanu" i "Crvenoj zvezdi" iz Beograda.

Od inih reprezentativnih kategorija, ima brončanu medalju s olimpijade u Los Angelesu 1984.
Statistika u Hajduku
| Natjecanje        | Nastupi | Zgoditci |
| ----------------- | ------- | -------- |
| Prvenstvo         | 157     | 0        |
| Kup               | 15      | 0        |
| Superkup          | 0       | 0        |
| Međunarodne       | 13      | 0        |
| Splitski podsavez | 0       | 0        |
| Ukupno            | 185     | 0        |
| Prijateljske      | 101     | 4        |
| Sveukupno         | 286     | 4        |

## Trenerska karijera
Kao trener bio je na klupi Hajduka 2002. u obliku pomoćnika Slavenu Biliću, a vodio je i kadete, te juniore bilih. Nakon toga, ostaje Hajdukovim "igračem" i trenira momčadi povezane sa splitskim klubom, poput Omiša, Mosora, dva puta Solina i Šibenika. Vječna želja, kao i svakom bivšem igraču, bila je da jednom sjedne na mjesto trenera Hajduka, kojem je bio blizu nakon otkaza Gudelju i ostavke Bonačića, ali nije uspio dobiti posao. 

Nakon što je 2004. pri dnu druge lige preuzeo momčad Šibenika, u 2 godine s njom je dospio do četvrtog mjesta 1. HNL, afirmiravši talentirane igrače poput Gordona Schildenfelda i Ante Rukavine. Tijekom sezone 06./07. došao je do naslova trenerskog osvježenja i sigurnog nasljednika Zorana Vulića na klupi matičnog mu kluba. Sve su mu momčadi igrale lijep, napadački nogomet, a osobno se najčešće konzultirao sa slavnim Tomislavom Ivićem koji ga je cjenio i kao igrača. 
Nakon što je Vulić pred kraj tekuće sezone podnio ostavku, Pudar je stigao na toliko očekivano mjesto trenera Hajduka, gdje je po ugovoru trebao ostati naredne 2 sezone, ne bi li potvrdio "Hajdukovu" tradiciju u kojoj su njegovi treneri (nerijetko i najuspješniji) uglavnom bili vratari.
Nakon što je "Vulićevu" sezonu završio kao drugi, iza neuhvatljivog Dinama, u narednu je sezonu krenuo s 3 gostujuća remija u 5 utakmica, jedva eliminiranom Budućnosti, te porazom od Sampdorije na Poljudu uz igru nedostojnu iskusne i skupe momčadi kakvu je vodio. Već nakon 5. kola dobio je otkaz. U travnju 2015. preuzima klupu nastarijeg hrvatskog nogometnog kluba Segeste iz Siska, s kojom je ostvario ostanak u ligi, te se nakon samo mjesec i pol dana oprostio.

## Nagrade i priznanja
- najbolji trener 2. HNL 2012./13.